# Contea di Ottawa (Oklahoma)
La contea di Ottawa (in inglese Ottawa County) è una contea dello Stato dell'Oklahoma, negli Stati Uniti. La popolazione al censimento del 2000 era di 33 194 abitanti. Il capoluogo di contea è Miami.